# I Brought You My Bullets, You Brought Me Your Love
I Brought You My Bullets, You Brought Me Your Love
- debiutancki album zespołu My Chemical Romance wydany 23 lipca 2002 roku przez Eyeball Records i wyprodukowany przez Geoff Rickly'ego. Nagrany w Nada Studio w New Windsor w dniach 15-25 maja 2002 roku. Określany m.in. jako: emo, post-hardcore, screamo, punk rock. Utwór "Skylines and Turnstiles" inspirowany był zamachami z 11 września 2001 roku.

## Lista utworów
Opracowano na podstawie materiału źródłowego.
| Nr  | Tytuł utworu                                            | Długość |
| --- | ------------------------------------------------------- | ------- |
| 1.  | „Romance”                                               | 1:02    |
| 2.  | „Honey, This Mirror Isn't Big Enough For The Two Of Us” | 3:51    |
| 3.  | „Vampires Will Never Hurt You”                          | 5:26    |
| 4.  | „Drowning Lessons”                                      | 4:23    |
| 5.  | „Our Lady Of Sorrows”                                   | 2:05    |
| 6.  | „Headfirst For Halos”                                   | 3:28    |
| 7.  | „Skylines and Turnstiles”                               | 3:23    |
| 8.  | „Early Sunsets Over Monroeville”                        | 5:05    |
| 9.  | „This Is The Best Day Ever”                             | 2:12    |
| 10. | „Cubicles”                                              | 3:51    |
| 11. | „Demolition Lovers”                                     | 6:06    |
|     |                                                         | 40:52   |

## Single
- Vampires Will Never Hurt You - 27 maja 2002
- Honey, This Mirror Isn't Big Enough For The Two Of Us - 15 grudnia 2003
- Headfirst for Halos - 5 kwietnia 2004

## Twórcy
Opracowano na podstawie materiału źródłowego.
- Gerard Way - śpiew
- Ray Toro - gitara elektryczna, dodatkowy śpiew
- Mikey Way - gitara basowa
- Matt Pelissier - perkusja

Inni
- Frank Iero - gitara elektryczna, dodatkowy śpiew
- Geoff Rickly - produkcja, dodatkowy śpiew
- Ryan Ball - mastering